# 42566 Ryutaro
42566 Ryutaro è un asteroide della fascia principale. Scoperto nel 1996, presenta un'orbita caratterizzata da un semiasse maggiore pari a 2,3671387 UA e da un'eccentricità di 0,2396725, inclinata di 5,99920° rispetto all'eclittica.